# Inchmarnock
Inchmarnock är en ö i Storbritannien.   Den ligger i kommunen Argyll and Bute och riksdelen Skottland, i den nordvästra delen av landet, 600 km nordväst om huvudstaden London. Arean är 2,7 kvadratkilometer.
Terrängen på Inchmarnock är platt. Öns högsta punkt är 55 meter över havet. Den sträcker sig 3,3 kilometer i nord-sydlig riktning, och 1,4 kilometer i öst-västlig riktning.